# Itō Jakuchū

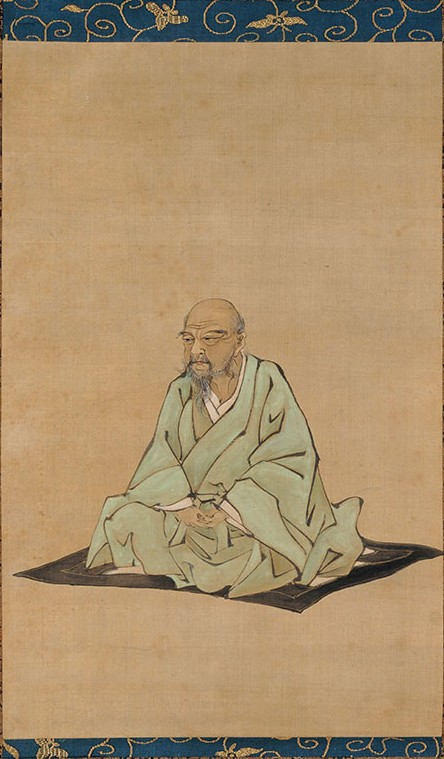
Itō Jakuchū
(Illustration von Kubota Beisen zum 85. Todestag Itō Jakuchūs im Jahr 1885)

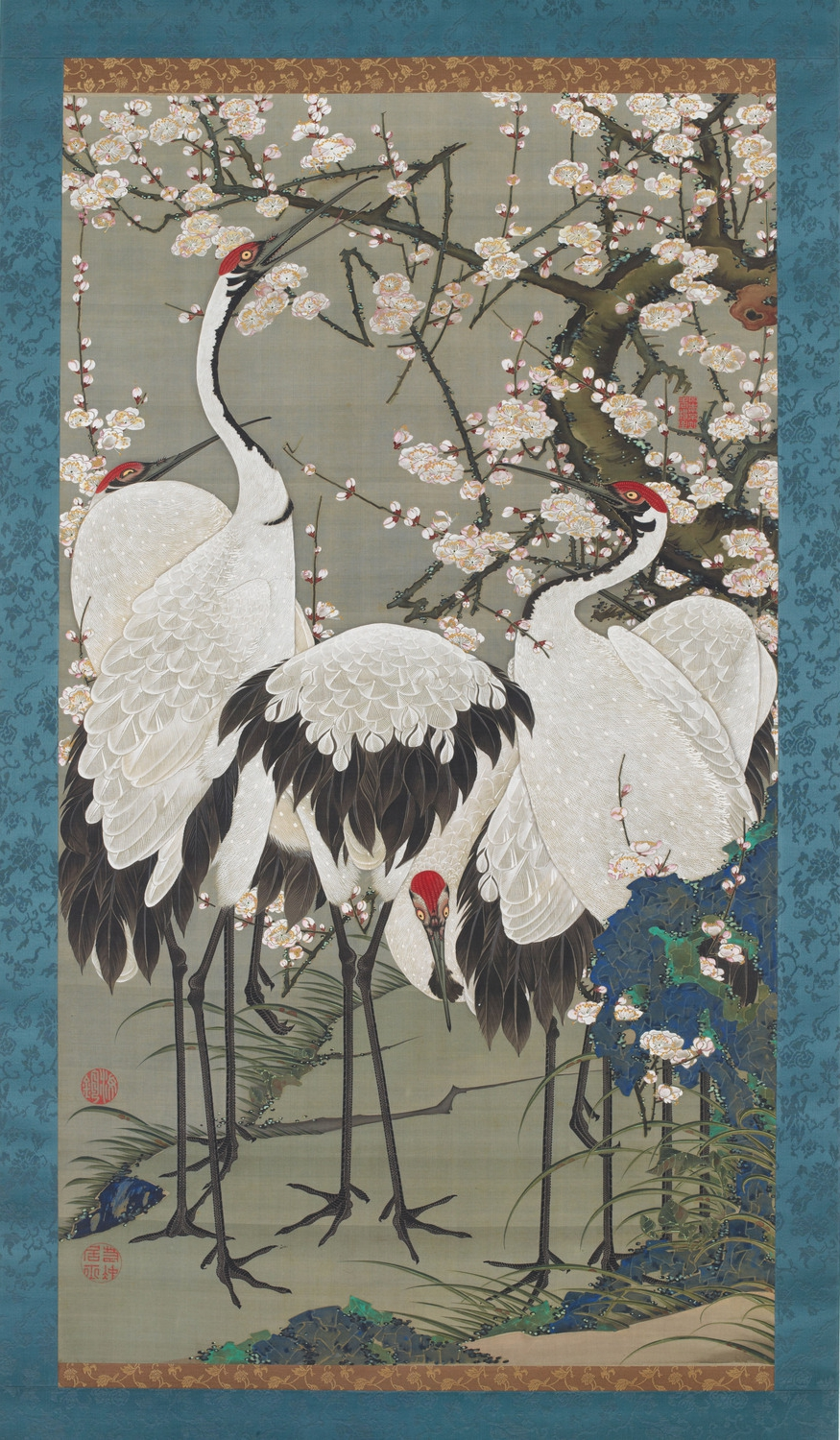
Pflaumenblüte und Kraniche

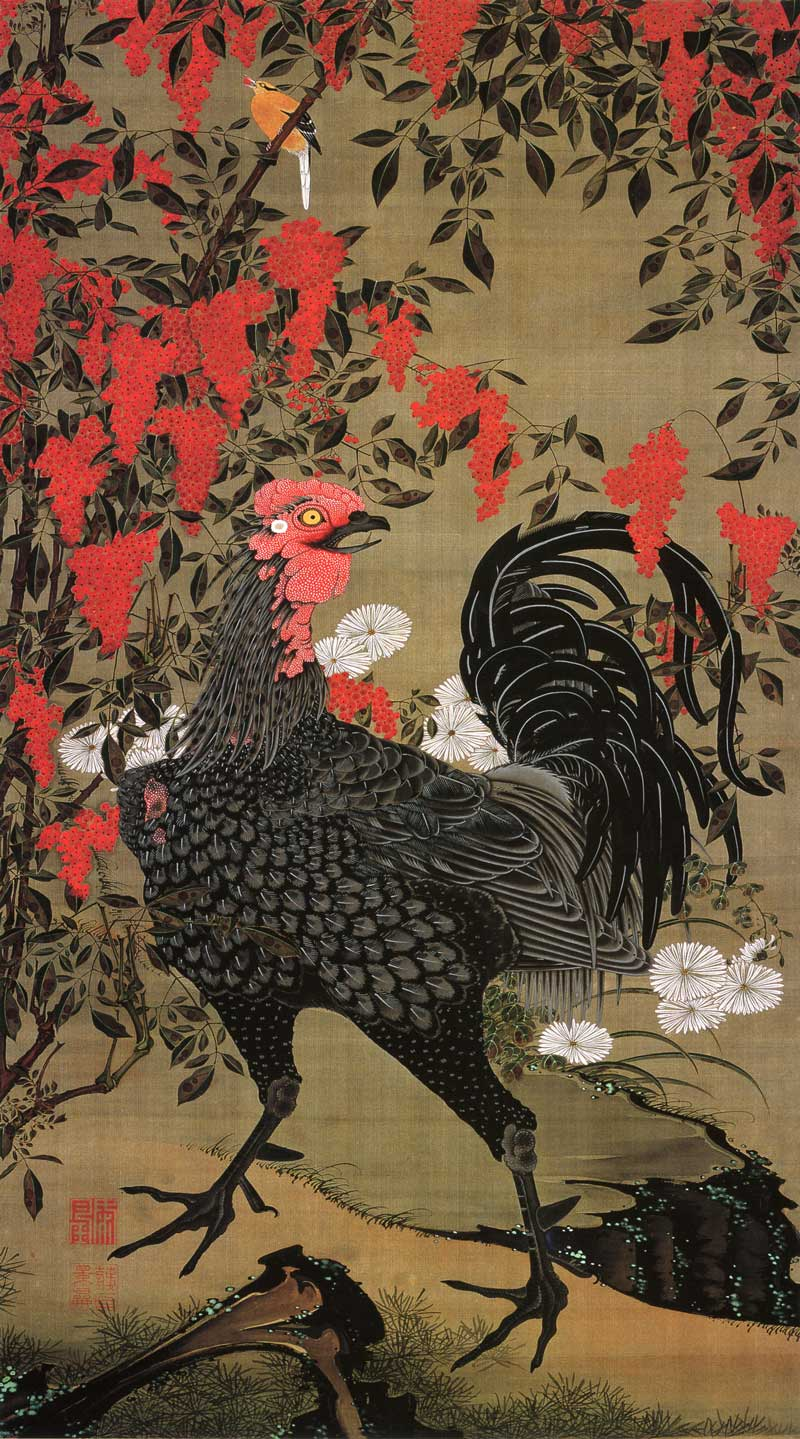
Hahn

Itō Jakuchū (japanisch 伊藤 若冲; 2. März 1716 bis 27. Oktober 1800), eigentlicher Name Shunkyō (春教) und/oder Jokin (汝鈞), war ein japanischer Maler der mittleren Edo-Zeit, der vor allem wegen seiner Hühner- und anderer Vogelbilder bekannt geblieben ist.

## Leben und Werk
Jakuchū war der älteste Sohn eines reichen Gemüsehändlers namens Itō Genzaemon, der an der Nishiki-no-kōji in Kyōto einen Laden unter dem Namen Masuya (枡屋) betrieb. Nach dem Tode seines Vaters übernahm Jakuchū den Laden, beschäftigte sich daneben mit Malerei. Er studierte zunächst unter Ōoka Shumboku (1689–1763), einem Maler der Kanō-Schule. Unzufrieden mit der Kanō-Schule, die zu der Zeit Hauptgewicht auf das Kopieren früherer Meister legte, wandte er sich der chinesischen Malerei der Song- und Yuan-Zeit zu. Schließlich wurde die direkte Beobachtung der Tiere und Pflanzen in seiner Umgebung zur Quelle seiner Inspiration.
1754 übergab er das Geschäft seinem jüngeren Bruder und widmete sich vollständig der Malerei. Zu diesem Zweck erbaute er ein zweistöckiges Atelier am Westufer des Flusses Kamo und nannte es Shin’en-kan (心遠館, „Villa des unbekümmerten Herzens bzw. Geistes“), ein Zitat aus einem Gedicht des berühmten chinesischen Poeten Tao Qian. In einem Zeitraum von mehr als zehn Jahren vollendete er eine Folge von 30 Bildern unter dem Titel „Farbige Bilder von Tieren und Pflanzen“ (動植彩絵, Dōshoku saie) und ein dreiteiliges Werk unter dem Titel „Buddha und Begleiter“ (釈迦三尊像, Shaka sanzon-zō), die er dem Shōkoku-ji, einem bedeutenden Tempel in Kyōto und sein Wohnsitz nach 1788, stiftete. In dieser Zeit war er auch mit der Bemalung von Schiebetüren und Wänden (障壁画, shōhekiga) beschäftigt. Im Verzeichnis bedeutender Persönlichkeiten in Kyōto, dem Heian jinbutsu-shi (平安人物誌) aus dem Jahr 1768, wird Jakuchū an dritter Stelle genannt.
Nach seinem 60. Lebensjahr widmete er viel Zeit der Errichtung von Steinskulpturen, so die der 500 Arhat, die an einem Hügel hinter dem Zen-Tempel Sekihō-ji im Bezirk Fukakusa (Kyoto) aufgestellt wurden. Um die nötigen Mittel dafür zu besorgen, verkaufte er eine große Anzahl von Tuschzeichnungen. Die Hälfte der existierenden Bilder Jakuchūs stammt aus dieser Zeit.
Viele seiner Bilder zeigen Hühner in realistischer Manier, so dass er auch der „Hühner-Maler“ genannt wurde. Aber in seinen späteren Jahren beschäftigte er sich weiterhin auch mit der Ausmalung von Innenräumen in der Art der Rimpa-Malerei. Jakuchū stellte auch Steindrucke in der ishizuri-Technik her, wobei Farbiges auf dunklem Untergrund gedruckt wird. Es gibt auch Holzschnitte als Buchillustrationen von ihm.
Neben den erwähnten 30 Bildern, die sich im Besitz der kaiserlichen Familie befinden, sind die Ausmalung von Innenräumen des Abtquartiers des Kinkaku-ji in Kyoto, des Okushoin des Kotohira-Schreins auf Shikoku und des Saifuku-ji in Osaka zu nennen.

### Technik
Erst jüngste Untersuchungen offenbaren die erstaunliche handwerkliche Leistung, die sich hinter Jakuchūs Bildern verbirgt. Er war in der Lage, ohne Vor- oder Umrisszeichnungen bzw. nachträgliche Korrekturen zu arbeiten und Details in einem Abstand von weniger als 0,1 mm zu zeichnen. Er bemalte die Leinwand teilweise auch von der Rückseite, um besondere Effekte zu erzielen. Mit wenigen Grundfarben konnte er eine enorme Farbvielfalt erzeugen, indem er kleinste Farbpunkte nebeneinandersetzte; die Farben entstehen also erst im Auge des Betrachters (vergleichbar dem von einer Kathodenstrahlröhre oder einem Flachbildschirm erzeugten Farbbild). Als „digitalen Effekt“ kann man auch seine Technik bezeichnen, dreidimensionale Eindrücke mit Hilfe kleiner Quadrate zu erzeugen.

„In tausend Jahren wird man meine Bilder verstehen.“

## Bilder

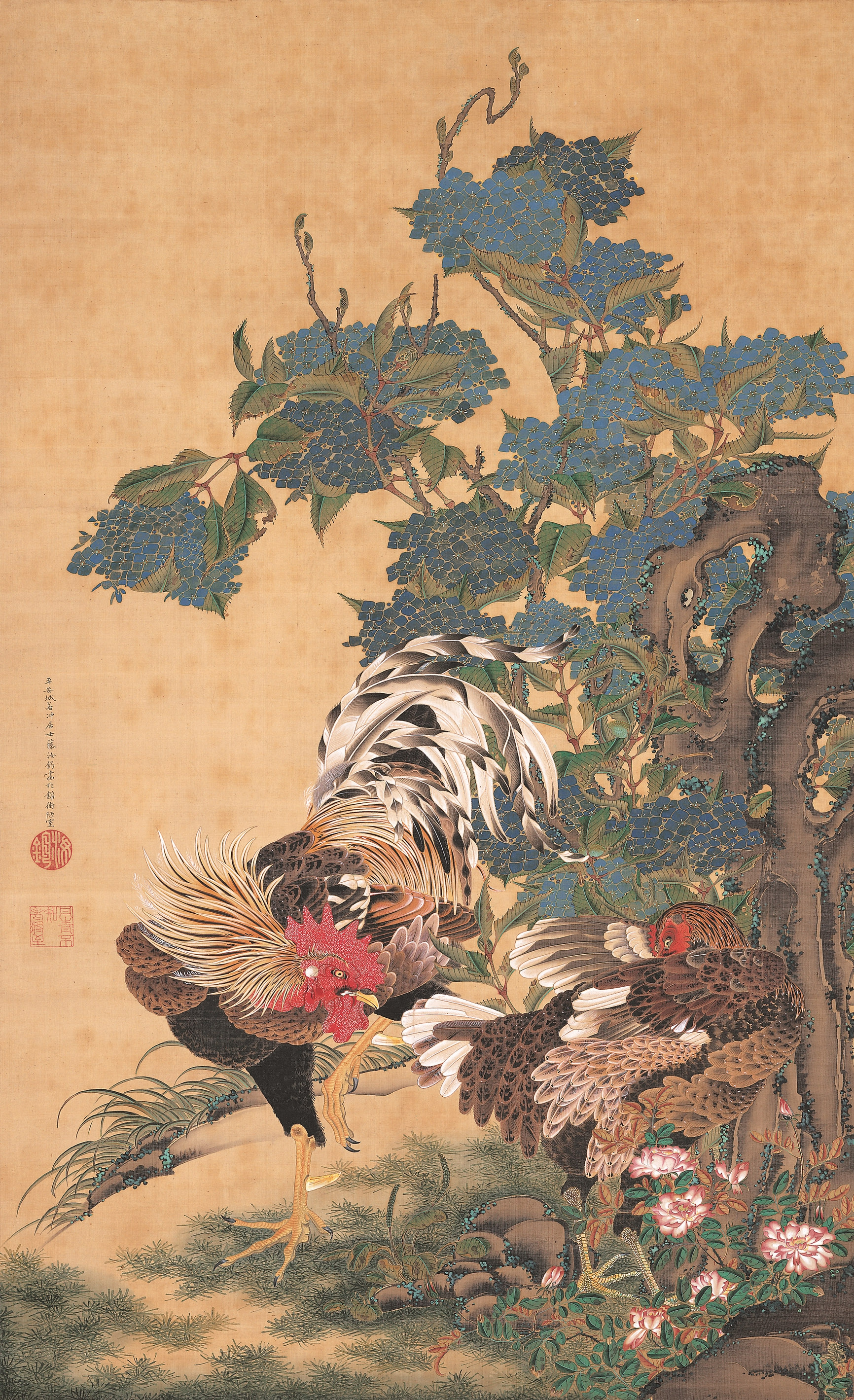
Hahn
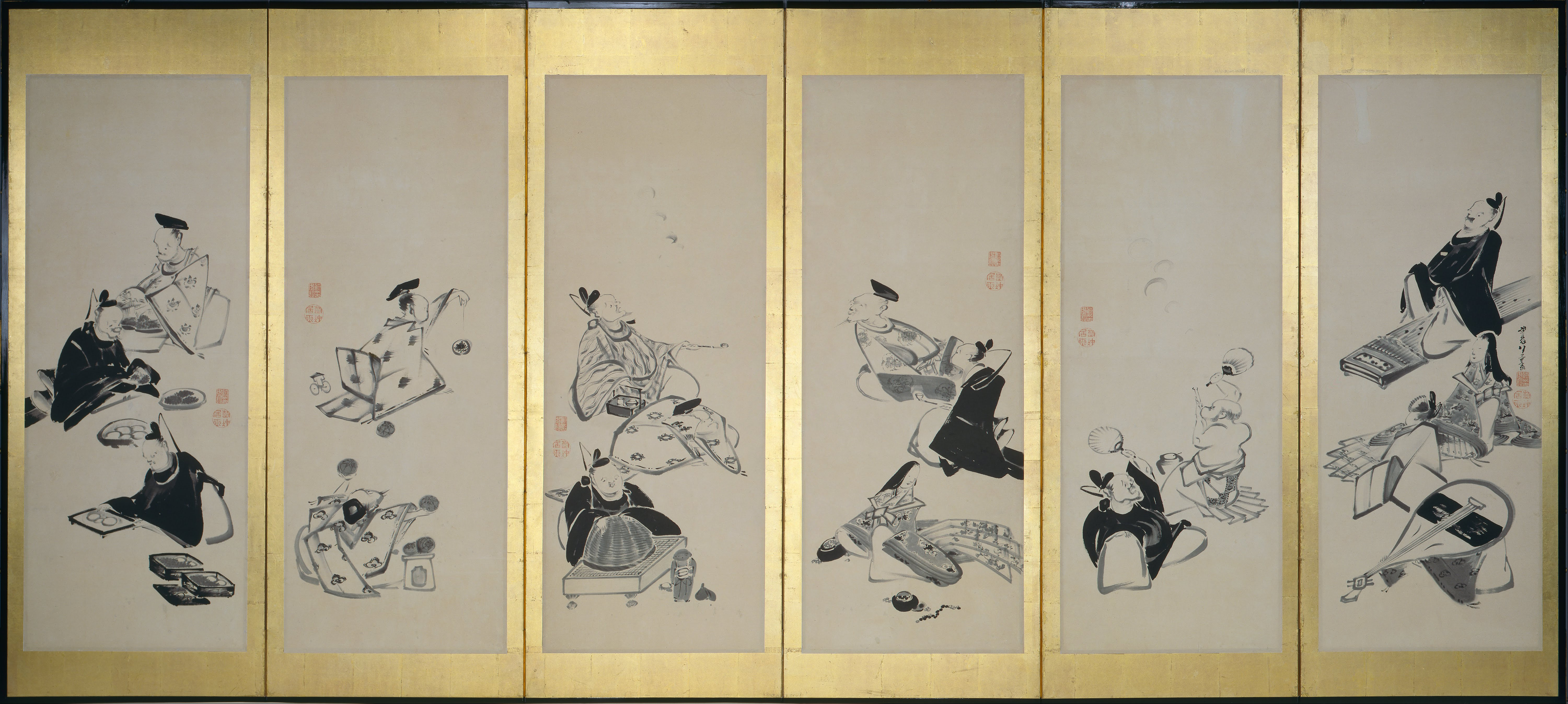
Ein Stellschirm der 36 Unsterblichen Poeten
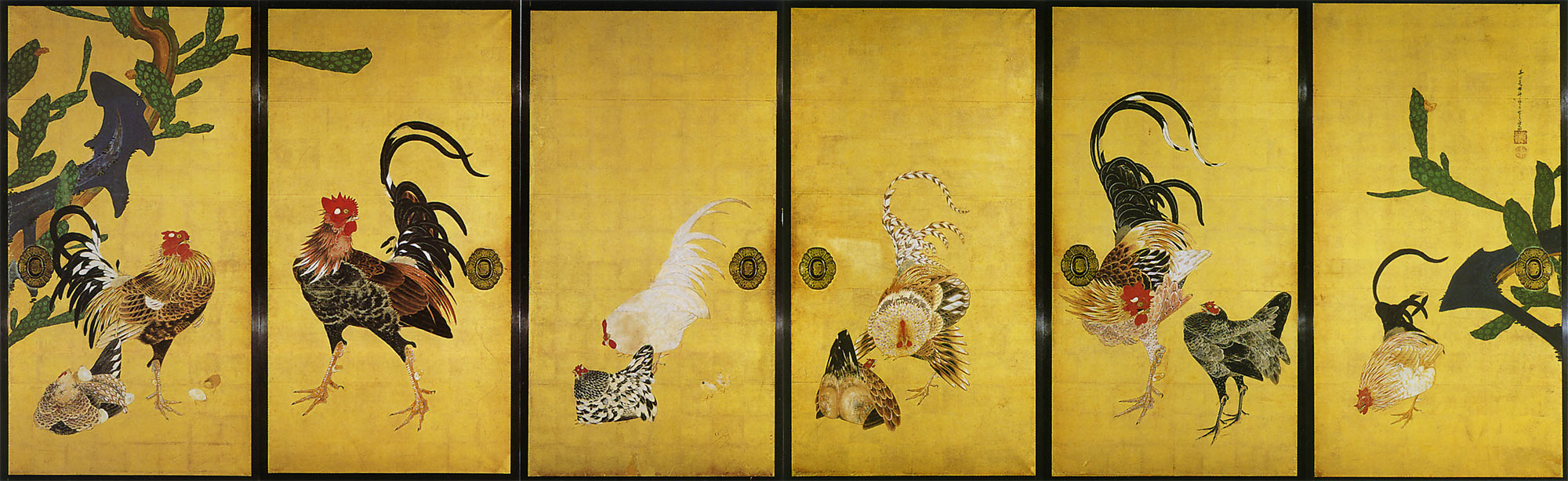
Hühner auf Schiebetüren
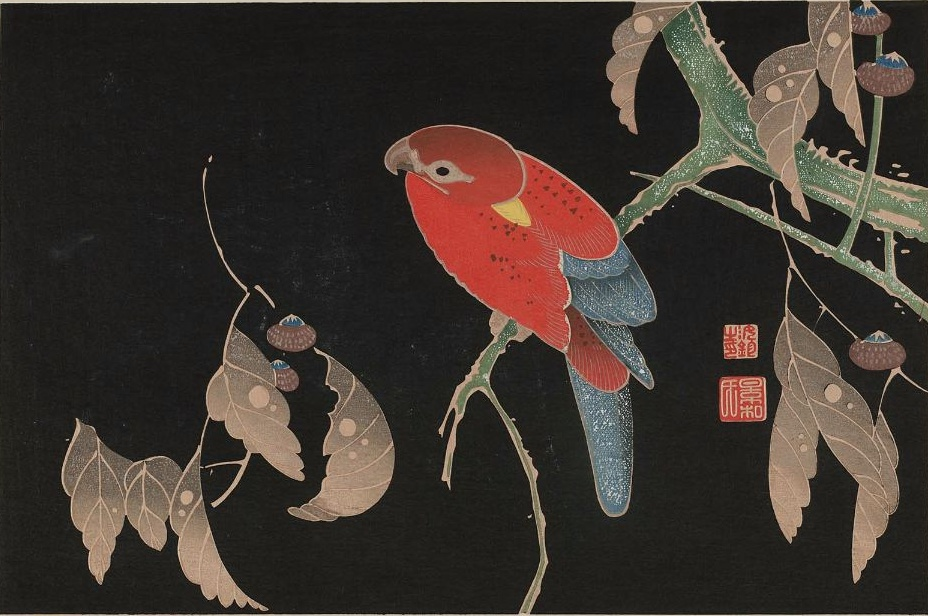
Beispiel für Ishizuri